# 小安峡

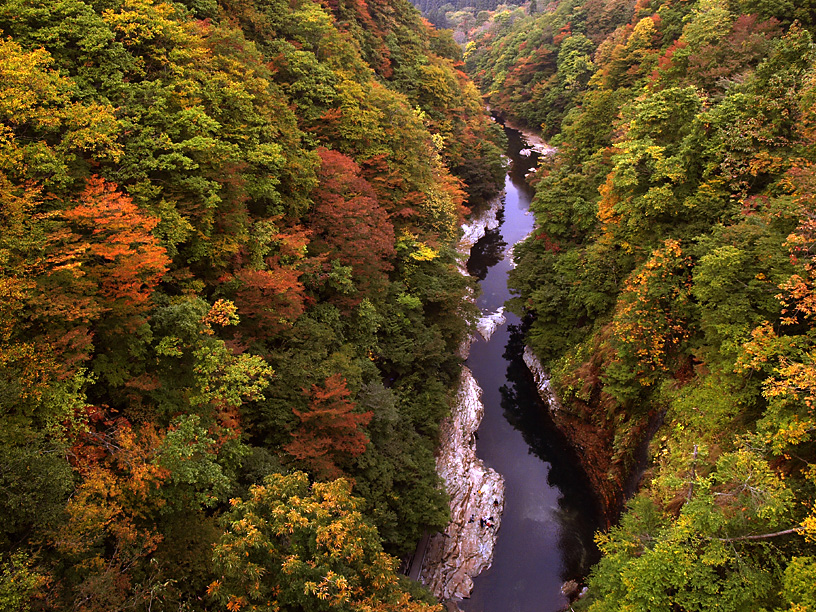
小安峡

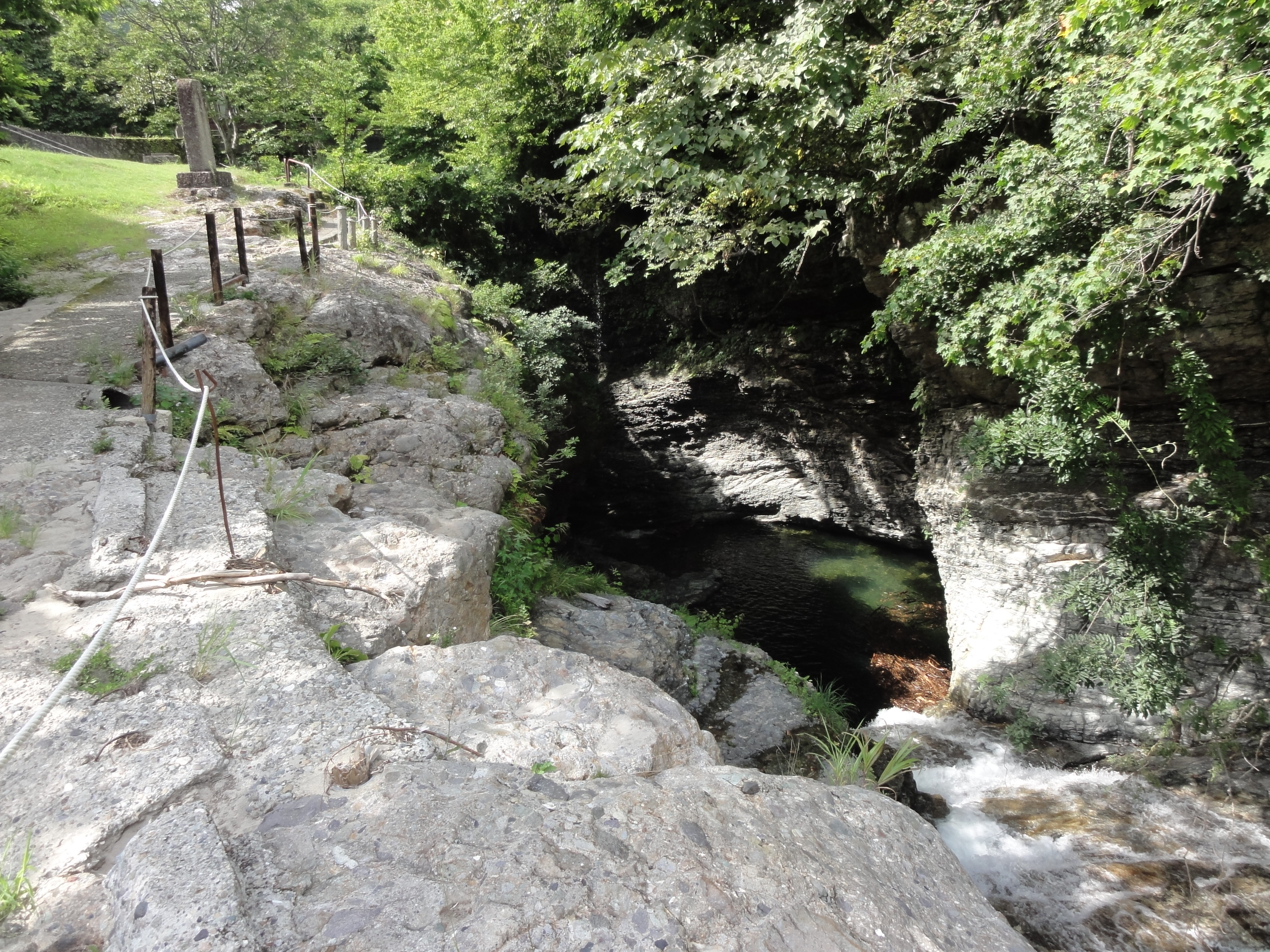
不動滝（2012年,夏）

小安峡（おやすきょう）は、秋田県湯沢市にある雄物川支流、皆瀬川上流にある峡谷。全長約8kmで、栗駒国定公園に含まれる。ゆざわジオパークのジオサイトに認定されている。
上流すぐの位置には小安峡温泉があるため、観光地としても人気が高い。比高50 mの間に不動滝、薬師滝など大小無数の滝がある。また、絶壁の岩間から、98度にも達する蒸気が噴出する大噴湯で知られ、同峡谷のハイライトにもなっている。

紅葉の名所でもあり、交通アクセスも比較的よいことから観光地としても発展しており、一帯には遊歩道がしっかりと整備されている。また、周辺には稲庭うどんを出す店が多い。
1952年（昭和27年）6月20日に「小安峡」は秋田魁新報社主催の第一回秋田県観光三十景(有効投票約百九十五万票)では第2位(十万六千七百十一票)に選出された。 

## ギャラリー

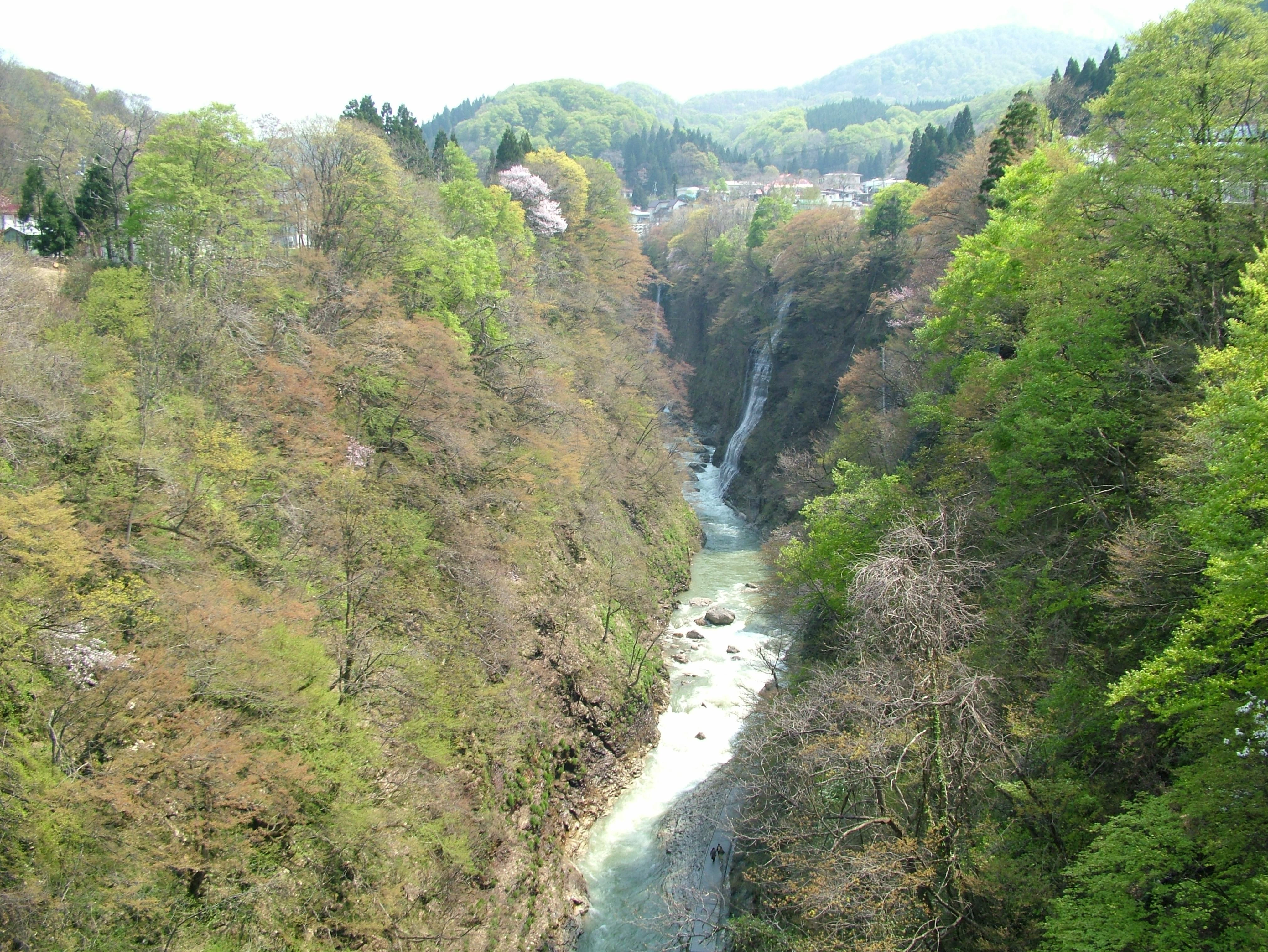
河原湯橋からの眺め 春（2005年5月3日）
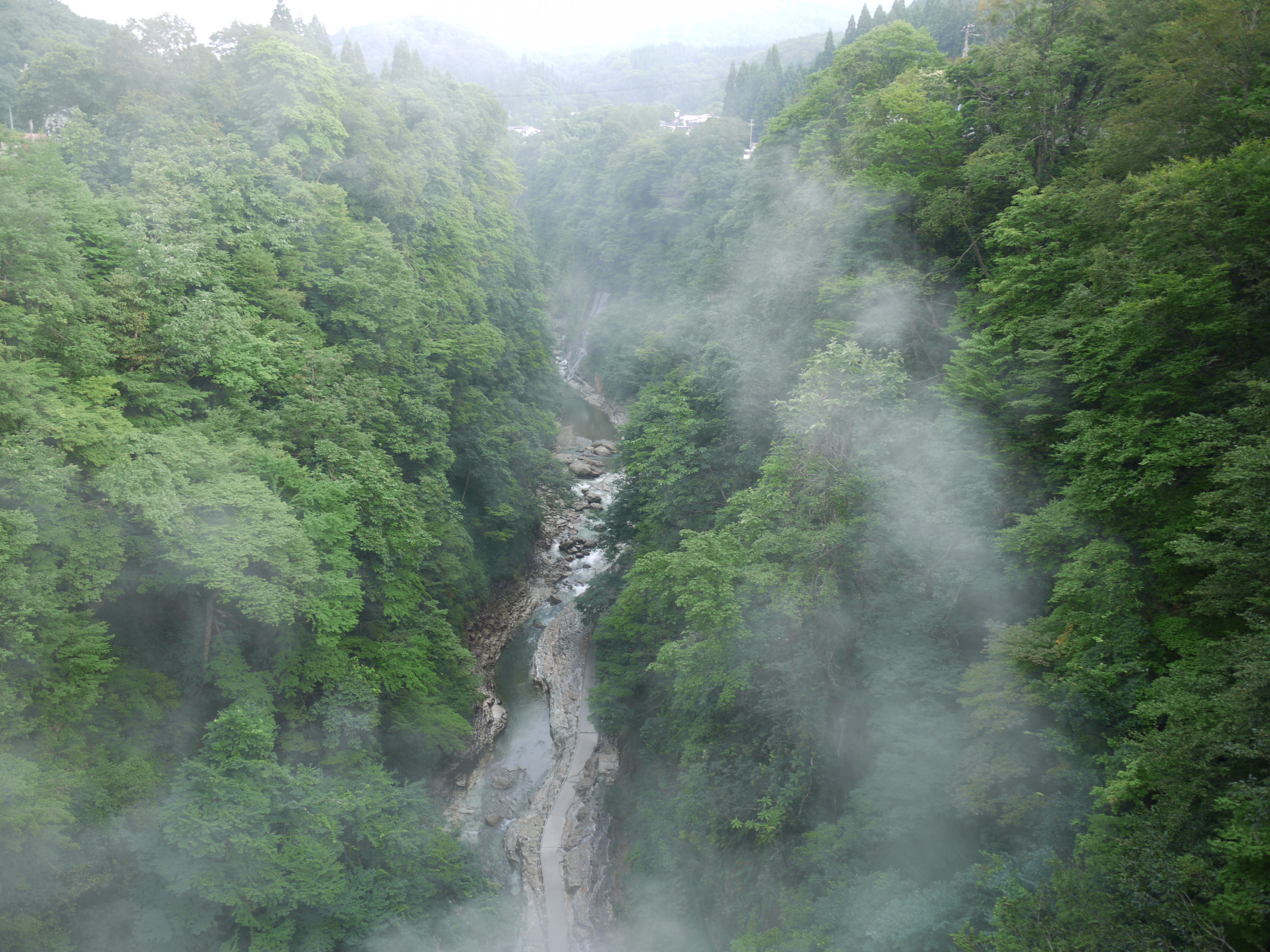
河原湯橋からの眺め 夏（2013年8月13日）
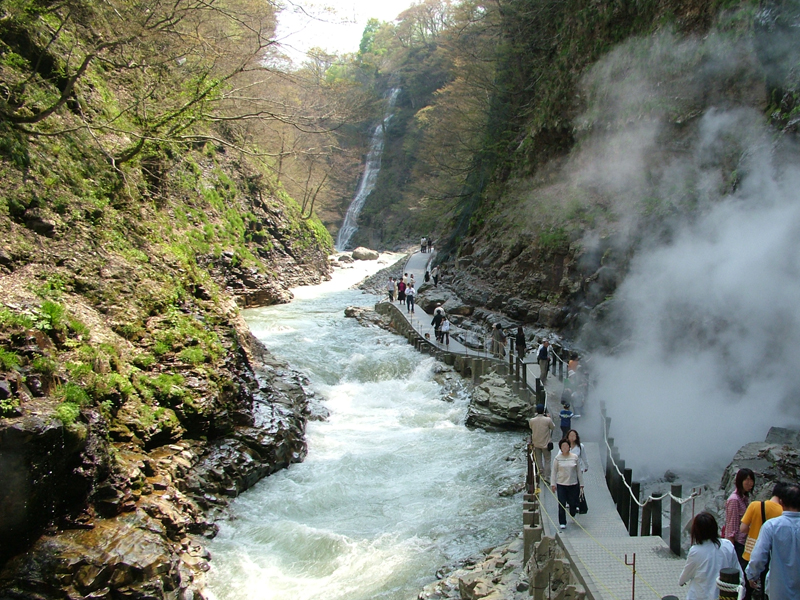
遊歩道の様子（2005年5月3日）
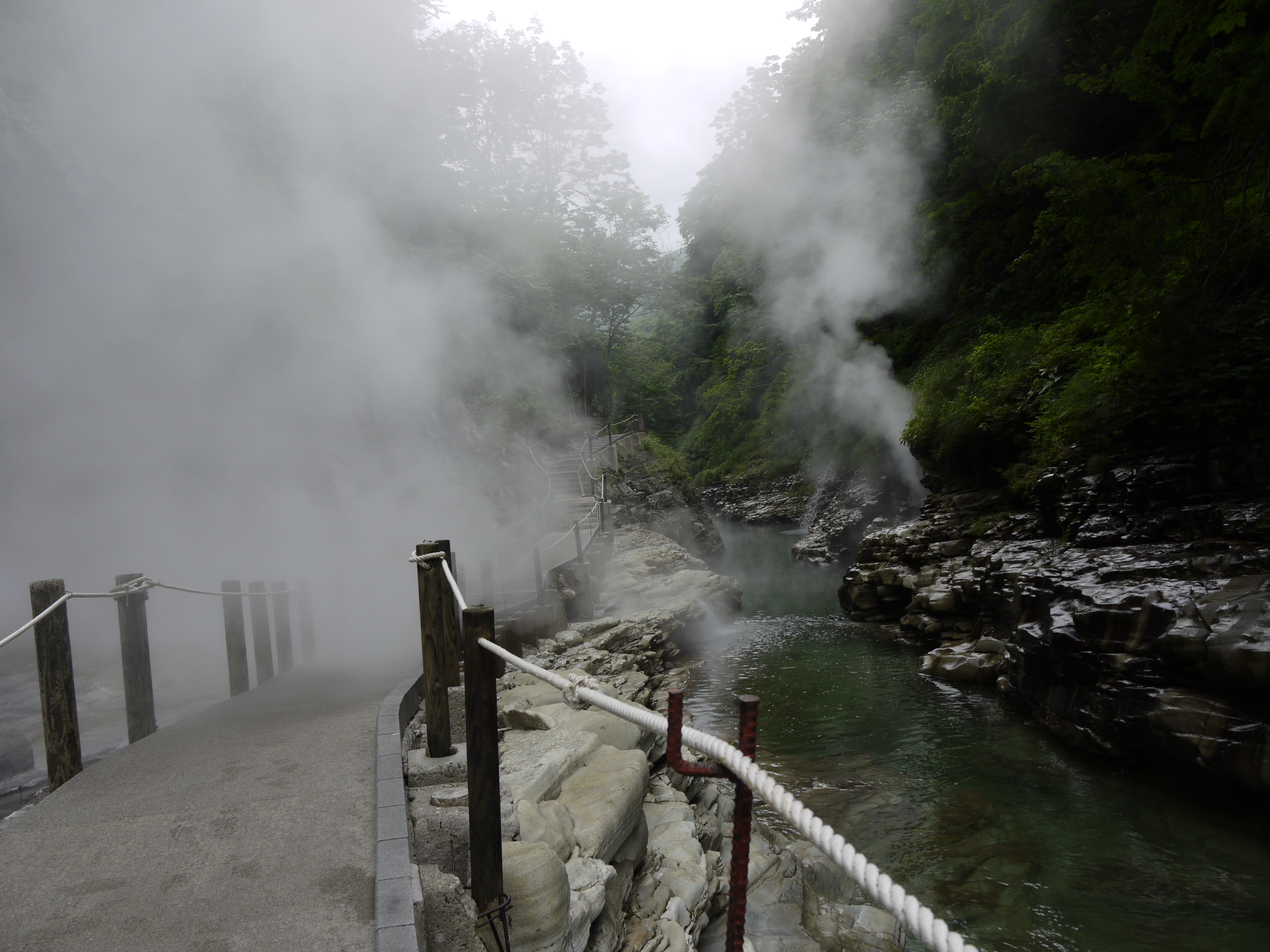
遊歩道の様子（2009年8月）
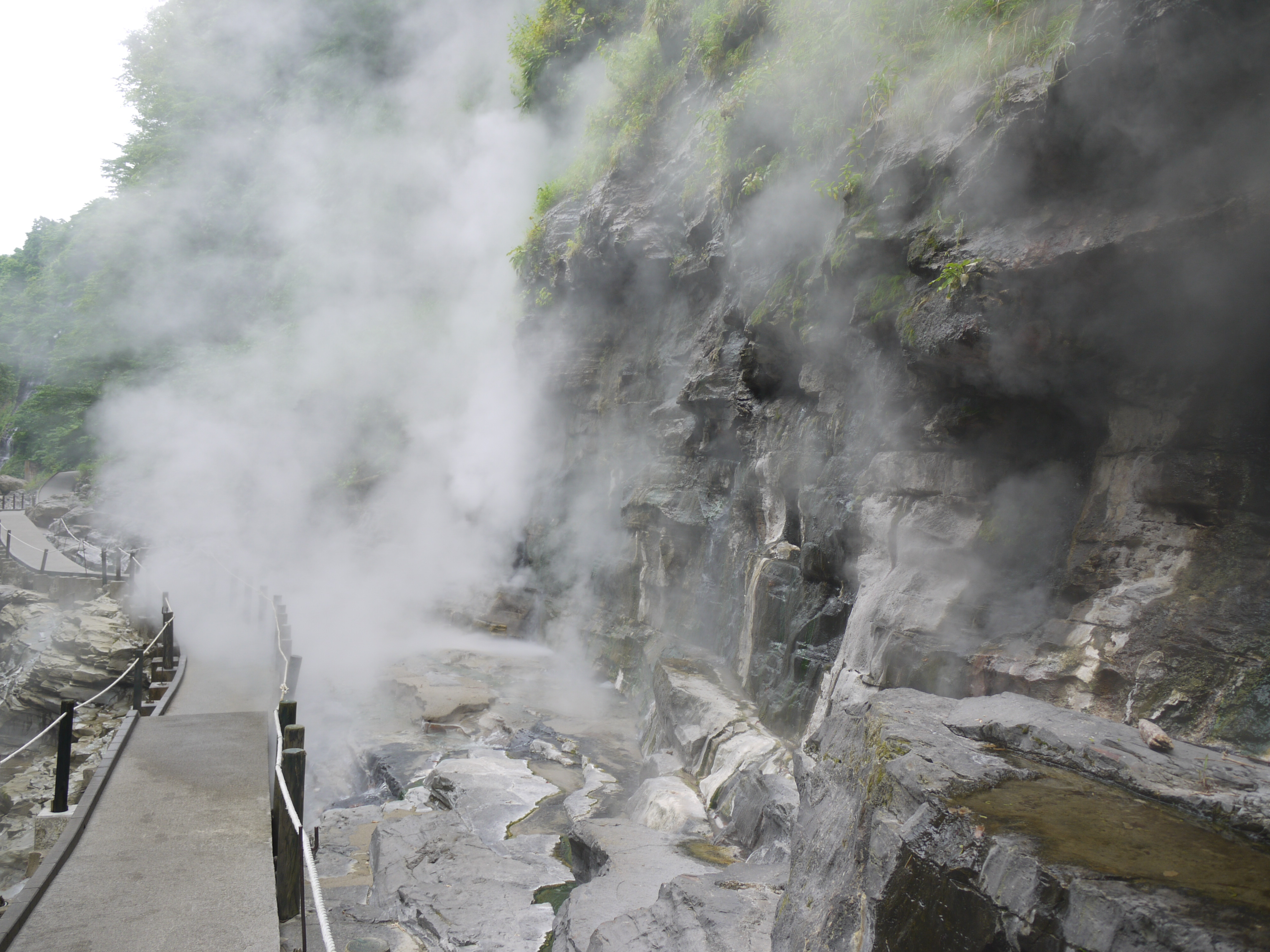
遊歩道の様子（2009年8月）
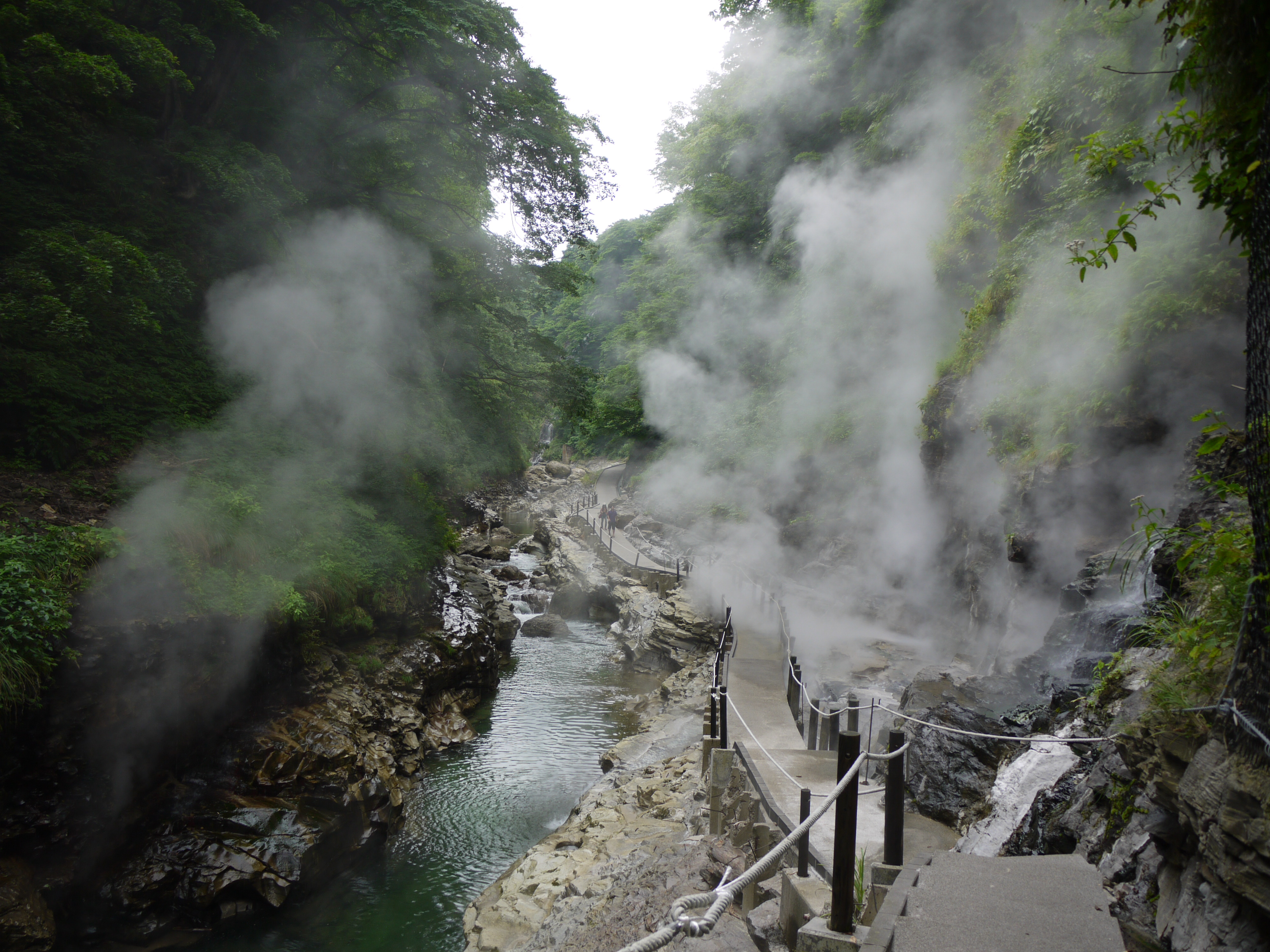
遊歩道の様子（2009年8月）
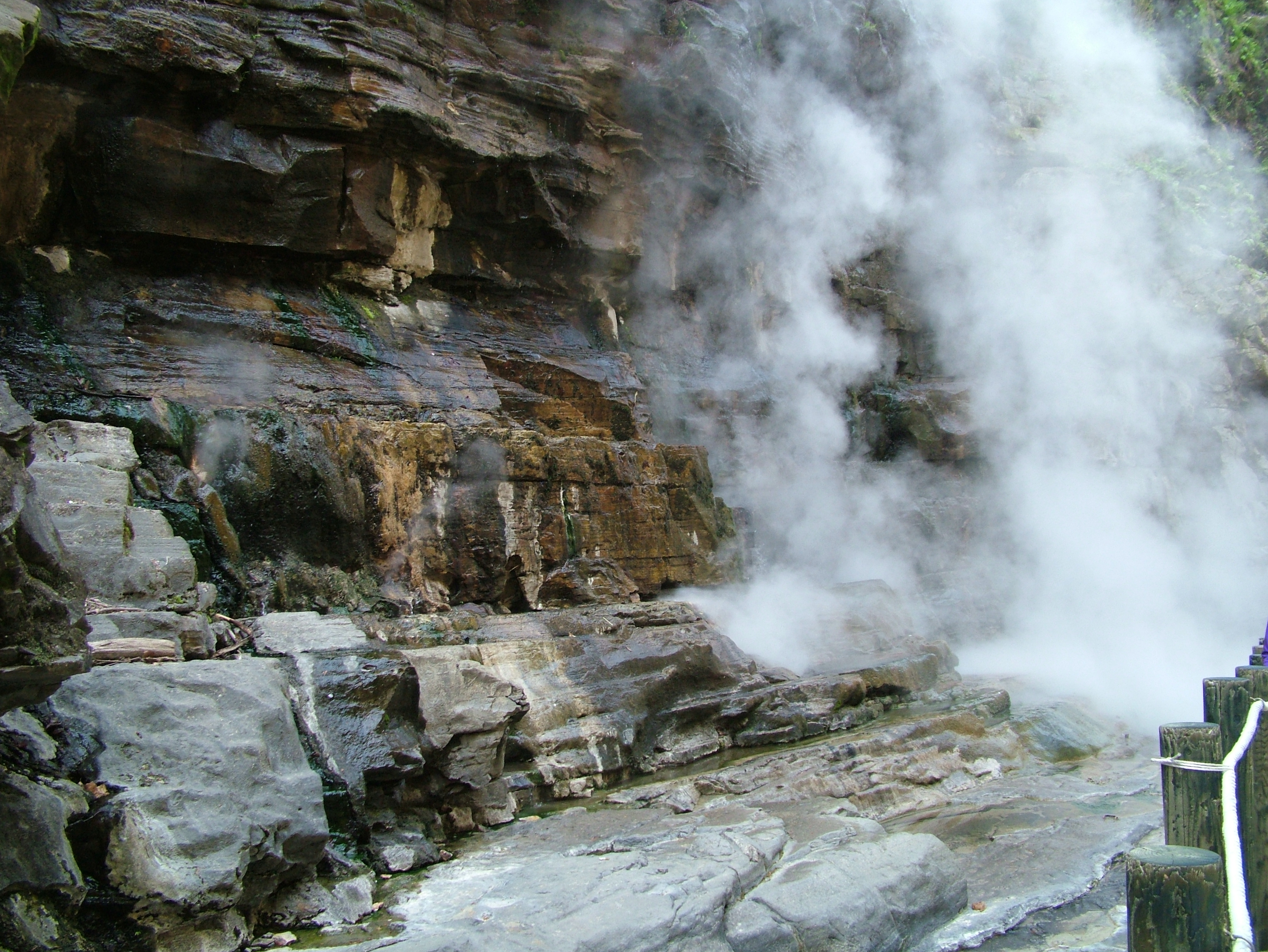
岩間から吹き出す蒸気（2005年5月3日）

## アクセス
- JR東日本奥羽本線 湯沢駅より羽後交通バス「小安温泉」ゆき利用、「川原湯」または「小安温泉スキー場」前下車
- 湯沢横手道路 湯沢ICまたは須川ICより45分程度（通年通行）
- 東北自動車道 築館IC（宮城県）より1時間50〜2時間程度（冬季閉鎖）
- 東北自動車道 一関IC（岩手県）より1時間30分程度（冬季閉鎖）